# Асавіо
Асавіо — вулкан в регіоні Афар, Ефіопія.
Вулкан Асавіо — щитовий вулкан. Найвища точка — 1200 м н.р.м. Знаходиться на південний схід від Ерта Але і південніше  еритрейського вулкану Набро.
Входить у так звану лінію Данакілі, яка утворюється активною вулканічною діяльністю і розломами у земній поверхні. Складений переважно базальтами і породами  кремнію. Вулкан на півдні різко обривається обширною 12-кілометровою  кальдерою. Місцевість на південь від вулкану практично вся всіяна невеликими кальдерами, результатом побічної діяльності Асавіо.
Вулкан був активний протягом найближчих 2 тис. років, але в історичний період великих вивержень вулкану не зафіксовано.

## Ресурси Інтернету
- Volcano Live — John Search [Архівовано 3 березня 2015 у Wayback Machine.]
- Mountain-Forecast.com [Архівовано 4 березня 2016 у Wayback Machine.]
- Global Volcanism Program — Volcan Asavyo [Архівовано 26 березня 2013 у Wayback Machine.]

## Виноски
1. ↑  Асавио. Global Volcanism Program. Смітсонівський інститут. Процитовано 27 липня 2012. (англ.)